# Александър Вутимски (награда)
Наградата „Александър Вутимски“ е учредена от Община Своге и Съюза на българските писатели през 2006 г. на името на родения в Своге рано починал поет Александър Вутимски. Наградата се присъжда на всеки 2 години.
Богомил Райнов е първият носител на наградата. Поради здравословното състояние на лауреата тържественото ѝ връчване на 29 декември 2006 г. се извършва в дома на писателя.

## Наградени автори
- 2006 – Богомил Райнов (жури с председател Николай Петев, председател на Съюза на българските писатели)[1]
- 2008 – Никола Николов, писател от Своге (жури с председател Николай Петев, председател на Съюза на българските писатели)[2]
- 2010 – Петко Томов, писател от с. Литаково, Ботевградско (жури с председател Николай Петев, председател на Съюза на българските писатели)[3]
- 2014 – Анибал Радичев (жури с председател Боян Ангелов, председател на Съюза на българските писатели)[4]
- 2016 – Надя Попова (жури с председател литературният критик Благовеста Касабова, писателите Никола Николов и Анибал Радичев, Анита Ангелова – помощник-директор по учебно-възпитателна дейност в ПГ „Велизар Пеев“ и Людмила Петрова – експерт в Регионален експертно-консултантски информационен център, НЧ „Градище 1907“, Своге)[5][6]
- 2019 – Петър Велчев[7]
- 2021 – Петър Динчев[8]
- 2023 – Димитър Милов[9]